# Aeroporto de Tupã
O Aeroporto Estadual de Tupã / José Vicente Faria Lima está localizado no município de Tupã no estado de São Paulo.

## Aeroporto Estadual deTupã/ José Vicente Faria Lima
SDTP/***

### Características
Latitude: 21º 53’ 24’’ S - Longitude: 050º 30’ 21’’ W 

Indicação ICAO: SDTP - Horário de Funcionamento: H24O/R 

Código de Pista: 2 - Tipo de Operação: IFR diurno/noturno 

Altitude: 487m/1.597 ft - Área Patrimonial (ha): 85,26 

Temperatura Média: 33 °C - Categoria Contra Incêndio disponível: 0 

Distância da Capital (km) - Aérea: 450 Rodoviária: 536 

Distância até o Centro da Cidade: 7 km 

Endereço: Vicinal Tupã Arco-Íris, km 4 - C.P. 1010 - CEP: 17601-000 

Fone: (14) 3496-3939 - Fax: (14) 3496-3939

### Movimento
Dimensões (m): 1.500 x 35 

Designação da cabeceira: 06 - 24 - Cabeceira Predominante: 06 

Declividade máxima: 1,35% - Declividade Efetiva: 1,05% 

Tipo de Piso: asfalto - Resistência do Piso (PCN): 33/F/B/X/T

### Pista
Iluminação para pousos e decolagens noturnas.
Ligação ao pátio - PRA (m): 210 x 15 

Tipo de Piso: asfalto 

Distância da cabeceira mais próxima (m): 800

### Pátio
Dimensões (m): 60 x 40 

Capacidade de Aviões: 3 EMB-110 

Dist. da Borda ao Eixo da Pista(m): 230 - Tipo de Piso: asfalto

### Auxílios operacionais
NDB: 345 - Luzes de Táxi - Biruta 

Sinais de Cabeceira de Pista - Sinais Indicadores de Pista 

Sinais de Eixo de Pista - Sinais de Guia de Táxi 

Luzes de Pista - Luzes de Obstáculos - Luzes de Cabeceira 

Farol Rotativo - Iluminação de Pátio 

Freq. do Aeródromo: 123,45 - Circuito de Tráfego Aéreo: Padrão

### Abastecimento
2 postos de abastecimento 

BR Aviation 

### Instalações
Terminal de Passageiros (m²): 395 

Estacionamento de Veículos - nº de vagas: 120 

Tipo de Piso: asfalto

### Serviços
8 veículos de emergência